# 류체
류체 (중국어 정체자: 劉鍇, 1907년 5월 27일 - 1991년 2월 12일)는 중화민국의 외교관이었다.  그는 1962년부터 1971년까지 유엔에서 중화민국을 대표하여 마지막 유엔 주재 중화민국 대사였다.
오늘날 광둥성 중산시에 속하는 샹산군에서 태어난 류체는 옥스퍼드 대학교에서 수학하고 중국에서 법정 변호사로 일하였다.  그는 국제연맹을 설립한 회의에서 중화민국 대표단에게 조언자였다.  1931년 류체는 공식적으로 중화민국의 외교단에 가입하여 런던에서 중화민국 대사관 제1비서와 워싱턴 D. C.에서 전권대사를 지냈다.  이후에 그는 1945년 중화민국의 외교 차관이 되었고 다양한 시간에 캐나다와 필리핀 주재 대사를 지냈다.  1944년 덤버턴오크스 회의와 유엔의 창립에 결과를 가져온 1945년 샌프란시스코에서 열린 회의에 중화민국 대표단이었다.  이후에 중화민국 정부는 그를 유엔 신탁 통치 이사회에 정부의 대표로서 임명하였다.
1949년 중국공산당이 권력을 장악하여 중화인민공화국을 선포한 후, 류체는 타이완에서 중화민국 정부에 가입하였다.  1962년 류체는 유엔 주재 중화민국 대사가 되어 유엔 안전 보장 이사회 의장을 다수 지냈다.  총회가 중국의 유엔 의석을 중화인민공화국으로 옮기는 데 유엔 총회 결의 제2758호에 투표했을 때 중화민국의 대표였던 류체는 투표 직전 총회에서 파업 시위를 지도하였다.
1972년 3월 10일 류체는 필리핀 공화국 주재 중화민국 대사로 임명되었다.  3월 23일 그는 내셔널 북에 제출했다가 1975년 6월 6일에 떠났다.
1991년 2월 12일 버지니아 페어팩스의 병원에서 뇌출혈로 사망하였다.